# Dithalama
Dithalama là một chi bướm đêm thuộc họ Geometridae.

## Các loài
- Dithalama cosmospila Meyrick, 1888
- Dithalama desueta (Warren, 1902)
- Dithalama persalsa (Warren, 1902)
- Dithalama punctilinea (Swinhoe, 1902)